# Buxus hebecarpa
Buxus hebecarpa är en buxbomsväxtart som beskrevs av Sumihiko Hatusima. Buxus hebecarpa ingår i släktet buxbomar, och familjen buxbomsväxter. Inga underarter finns listade i Catalogue of Life.